# Audrey Tcheuméo
Audrey Tcheuméo (née le 20 avril 1990 à Bondy) est une judoka en activité évoluant au niveau international dans la catégorie des moins de 78 kg (poids mi-lourds), médaillée de bronze aux Jeux olympiques de Londres et d'argent aux Jeux olympiques de Rio.

## Biographie

### Une progression rapide
Née le 20 avril 1990 à Bondy en Seine-Saint-Denis d'origine camerounaise.
Audrey Tcheuméo grandit dans une famille éminemment sportive. Son père, Christian Ebwea-Bile, est en effet un ancien footballeur camerounais ayant évolué en sélection nationale entre 1984 et 1986. De même, sa mère, Marcelline Tcheuméo Tchato, est une ancienne joueuse internationale camerounaise de handball. Elle est la demi-sœur d'Antoinette Nana Djimou, une athlète française devenue championne d'Europe en salle du pentathlon en 2011,,. Depuis leurs retraites respectives, les parents d'Audrey Tcheuméo se sont reconvertis dans la restauration — ils tiennent un restaurant africain aux Pavillons-sous-Bois — et la sécurité pour le premier, le monde hospitalier pour la seconde.
En octobre 2004, alors qu'elle est âgée de 14 ans, elle découvre « par hasard » le judo après avoir expérimenté d'autres sports comme le football, le tennis, le handball ou la boxe. C'est à Villemomble, commune limitrophe de Bondy, qu'elle fait ses armes et obtient sa licence, au sein du club local de « Villemomble Sports ». Elle y progresse rapidement.
Début 2008, elle termine cinquième des Championnats de France élites organisés à Toulon lors desquels elle n'échoue que face à Géraldine Mentouopou lors du combat pour la médaille de bronze, après s'être extirpée des repêchages. Sacrée championne de France juniors en avril malgré une récente fracture d'un péroné après s'être fait renverser par une voiture, elle honore quelques mois plus tard, en septembre, une première sélection internationale au niveau junior, tout juste après avoir intégré l'INSEP à Paris. Lors des Championnats d'Europe des moins de 20 ans se tenant à Varsovie (Pologne), elle obtient même la médaille d'or dans la catégorie des moins de 78 kg. Un mois plus tard, c'est à l'échelon planétaire qu'elle se pare d'un autre métal, l'argent, lors des Championnats du monde juniors organisés à Bangkok (Thaïlande). La Française y est dominée en finale par l'Américaine Kayla Harrison, qui deviendra championne du monde élite deux ans plus tard.
Médaillée de bronze aux Championnats de France élites en janvier 2009, elle subit quelque temps après la loi de la championne olympique chinoise Yang Xiuli lors de sa première apparition en Coupe du monde, à l'occasion du tournoi de Budapest (Hongrie). Plus tard dans l'année, elle conserve son titre européen juniors à Erevan en Arménie mais rate le rendez-vous mondial de la catégorie d'âge à Paris, en octobre. Elle est de nouveau à son avantage lors des Championnats d'Europe espoirs disputés en novembre à Antalya en Turquie où elle décroche la médaille d'or après quatre victoires sur ippon en autant de combats.

### Percée au niveau international
L'année 2010 est celle de nombreuses premières au niveau international : une première participation au Tournoi de Paris, une victoire lors d'un tournoi estampillé « Grand Prix » à Tunis en Tunisie, une finale en tournoi du « Grand Chelem » à Moscou (Russie) où elle n'est battue que par la Chinoise Yang, et surtout plusieurs victoires significatives contre des judoka majeures de sa catégorie de poids parmi lesquelles l'Ukrainienne Maryna Pryshchepa, la Néerlandaise Marhinde Verkerk, l'Américaine Kayla Harrison ou l'Allemande Heide Wollert,. C'est grâce à ces succès qu'elle valide sa sélection pour les Championnats du monde 2010 se tenant à Tokyo en septembre. Évoluant dans une catégorie où une forte concurrence règne en France (Céline Lebrun, Stéphanie Possamaï ou Lucie Louette sont ses rivales), elle profite de l'ouverture à deux quotas par nation à partir de cette compétition. Mais elle ne brille finalement pas en terre japonaise, se faisant éliminer dès son entrée en lice par Heide Wollert. La fin d'année est cependant heureuse puisqu'elle remporte, toujours à Tokyo, le tournoi « Grand Chelem » local au mois de décembre après avoir disposé de la Belge Cathérine Jacques en finale. Entre-temps, elle était devenue pour la première fois championne de France élites.
L'année 2011 débute sous les meilleurs auspices malgré une défaite précoce au Masters mondial tenu à Bakou en Azerbaïdjan. Elle remporte en effet son deuxième Grand Chelem en carrière lors du Tournoi de Paris en février, dominant en finale sa compatriote Lucie Louette. En avril, elle conquiert son premier titre international en devenant championne d'Europe des moins de 78 kg à Istanbul en Turquie. En finale, moins pénalisée que son adversaire sanctionnée de deux shido, elle domine une nouvelle fois Lucie Louette.
Quelques mois après, elle se pare d'or lors des Championnats du monde organisés à Paris. Se présentant en candidate pour le podium en vertu de sa quatrième place au classement mondial et de son titre continental, elle hérite d'un tirage au sort favorable au deuxième tour, étant exemptée du précédent. Après deux combats poussifs contre la Sud-coréenne Jeong Gyeong-mi et la Chinoise Zhang Zhehui, elle abrège son quart-de-finale contre l'Allemande Wollert, fauchée sur de-ashi-barai, et écarte l'Américaine Harrison au bout de cinq minutes de combat et un yuko d'avance. En finale, au prix d'une nouvelle technique de fauchage de jambe produite après trois minutes, elle remporte le titre planétaire contre la numéro 1 mondiale, la Japonaise Akari Ogata. Vingt-et-un ans après Jocelyne Triadou, elle devient la seconde Française titrée au niveau mondial dans la catégorie des poids mi-lourds.
En 2012, elle participe aux Jeux olympiques de Londres et, après une défaite en demi-finale, accroche la médaille de bronze.
Elle est médaillée de bronze aux Championnats du monde de judo 2013 à Rio de Janeiro.
Elle remporte la médaille d'argent aux Championnats du monde de judo 2014 à Tcheliabinsk (Défaite en finale face à la Brésilienne Mayra Aguiar). Lors de la finale de l'épreuve par équipes, elle apporte le point de la victoire face à la Mongolie (3 à 2) en remportant son combat de façon expéditive (44 secondes) par ippon.
Elle est médaillée d'argent aux Jeux olympiques de Rio.

### Traversée du désert puis retour au premier plan
Elle connaît par la suite une certaine éclipse ne participant à aucun mondial après 2018, jusqu'à celui de Doha. Face à la concurrence représentée par Madeleine Malonga, elle n'est pas sélectionnée aux Jeux olympiques de Tokyo. Cependant, revenue en Seine-Saint-Denis au club du Red Star de Montreuil, elle remporte les Grands Chelems de Paris et d'Antalya, puis décroche une médaille d'argent au championnat du monde de 2023 à Doha, battue en finale par l'Israélienne Inbar Lanir, mais en ayant disposé en quarts de finale de la championne olympique japonaise Shori Hamada.
En septembre 2023, elle rejoint le Paris Saint-Germain. Dans une étape-clé pour la sélection olympique française, elle est battue par sa rivale dans la catégorie Madeleine Malonga au Grand slam de Paris en février 2024,.
En avril 2024, elle remporte la médaille d'or des Championnats d'Europe, battant en finale l'Allemande Anna-Maria Wagner par ippon.

### Engagements
Audrey Tcheuméo conçoit elle-même des vêtements commercialisés sous une marque éponyme.
Elle est la marraine de promotion des classes de 6e (année 2012-2013), qu'elle suit encore aujourd'hui au collège Blanche-de-Castille à Villemomble (Seine-Saint-Denis).
Elle a également donné son nom à un gymnase de Villemomble où l'on peut pratiquer différents types de sport comme le tennis de table , l'acrosport...
Militaire en tant que sportive de haut niveau, elle est promue sergent en avril 2022.

## Palmarès

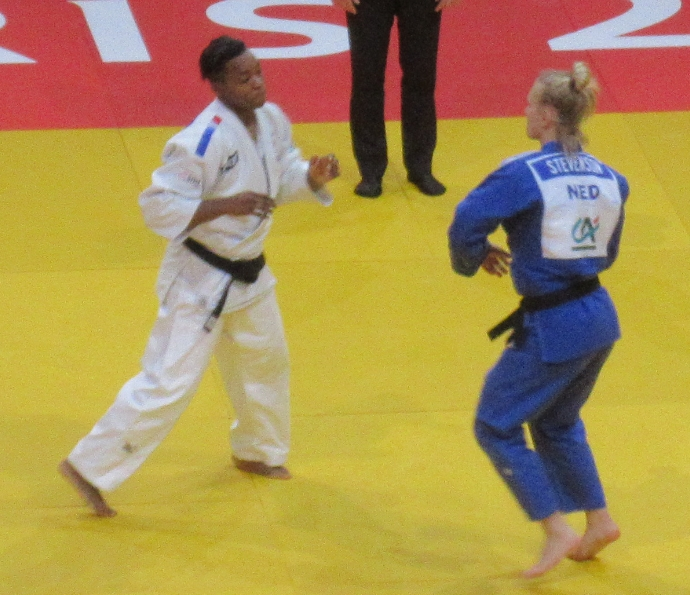
Audrey Tcheuméo contre Karen Stevenson au Grand Slam de Paris 2018

### Jeux olympiques
- Médaille d'argent lors des Jeux olympiques de 2016 à Rio de Janeiro.
- Médaille de bronze lors des Jeux olympiques de 2012 à Londres.

### Championnats du monde
- Médaille d'argent lors des Championnats du monde 2023 à Doha (Qatar).
- Médaille d'or lors des Championnats du monde Militaire 2021 à Brétigny-Sur-Orge (France).
- Médaille d'argent lors des Championnats du monde 2014 à Tcheliabinsk (Russie).
- Médaille de bronze lors des Championnats du monde 2013 à Rio de Janeiro (Brésil).
- Médaille d'or lors des Championnats du monde 2011 à Paris (France).
- Médaille d'argent lors des Championnats du monde Juniors 2008 à Bangkok (Thailande).

### Championnats d'Europe
- Médaille d'or lors des Championnats d'Europe 2024 à Zagreb (Croatie)
- Médaille d'argent lors des Championnats d'Europe 2018 à Tel Aviv (Israël).
- Médaille d'or lors des Championnats d'Europe 2017 à Varsovie (Pologne).
- Médaille d'or lors des Championnats d'Europe 2016 à Kazan (Russie).
- Médaille d'or lors des Championnats d'Europe 2014 à Montpellier (France).
- Médaille d'argent lors des Championnats d'Europe 2012 à Tcheliabinsk (Russie).
- Médaille d'or lors des Championnats d'Europe 2011 à Istanbul (Turquie).
- Médaille d'or lors des Championnats d'Europe -23 ans 2009 à Antalya (Turquie).
- Médaille d'or lors des Championnats d'Europe Juniors à 2009 à Yerevan (Arménie).
- Médaille d'or lors des Championnats d'Europe Juniors 2008 à Varsovie (Pologne).

### Championnats de France
- Médaille d'argent lors des Championnats de France 2022 à Toulon (France).
- Médaille d'or lors des Championnats de France 2021 à Perpignan (France).
- Médaille d'argent lors des Championnats de France 2019 à Amiens (France).
- Médaille d'or lors des Championnats de France 2014 à Villebon-sur-Yvette (France).
- Médaille d'or lors des Championnats de France 2011 à Liévin (France).
- Médaille d'or lors des Championnats de France 2010 à Périgueux (France).
- Médaille de bronze lors des Championnats de France 2010 à Montbéliard (France).
- Médaille de bronze lors des Championnats de France 2009 à Paris (France).

### Palmarès par Équipe
- Médaille de bronze lors des Championnats de France 2020 par équipe à Brest (France).
- Médaille d'or lors de l'European Club Championships 2019 par équipe à Odivelas (Portugal).
- Médaille de bronze lors des Championnats de France 2019 par équipe à Trélazé (France).
- Médaille d'or lors des Championnats du Monde 2018 par équipe mixte à Bakou (Azerbaïdjan).
- Médaille de bronze lors des Championnats de France 2018 par équipe à Bourges (France).
- Médaille d'or lors des Championnats d'Europe 2017 par équipe à Varsovie (Pologne).
- Médaille d'or lors des Championnats du Monde 2014 par équipe à Tcheliabinsk (Russie).
- Médaille d'or lors des Championnats d'Europe 2014 par équipe à Montpellier (France).
- Médaille d'argent lors des Championnats d'Europe 2013 par équipe à Budapest (Hongrie).
- Médaille d'argent lors des Championnats de France 2011 par équipe à Amiens (France).

### Divers
- Médaille d'or lors du Grand Slam 2023 à Antalya (Turquie).
- Médaille d'or lors du Grand Slam 2023 à Paris (France).
- Médaille d'argent lors du Masters mondial 2022 à Jérusalem (Israël).
- Médaille de bronze lors du Grand Slam 2022 à Antalya (Turquie).
- Médaille d'or lors du Grand Slam 2022 à Paris (France).
- Médaille d'or lors du Grand Slam 2020 à Budapest (Hongrie).
- Médaille d'argent lors du Masters mondial 2019 à Qingdao (Chine).
- Médaille de bronze lors du Grand Slam 2019 à Brasilia (Brésil).
- Médaille d'argent lors du Grand Prix 2018 à Zagreb (Croatie).
- Médaille d'or lors du Grand Prix 2018 à Tbilissi (Géorgie).
- Médaille d'or lors du Grand Slam 2018 à Paris (France).
- Médaille de bronze lors du Grand Slam 2017 à Tokyo (Japon).
- Médaille d'or lors du Grand Slam 2017 à Paris (France).
- Médaille d'or lors du Grand Slam 2015 à Paris (France).
- Médaille de bronze lors du Grand Prix 2014 à Dusseldorf (Allemagne).
- Médaille de bronze lors du Grand Slam 2014 à Paris (France).
- Médaille d'or lors du Grand Prix 2013 à Abou Dabi (Émirats arabes unis).
- Médaille d'or lors du Grand Prix 2013 à Miami (États-Unis).
- Médaille de bronze lors du Masters mondial 2013 à Tioumen (Russie).
- Médaille de bronze lors du Grand Slam 2012 à Paris (France).
- Médaille de bronze lors du Grand Slam 2011 à Rio de Janeiro (Brésil).
- Médaille d'or lors du Grand Slam 2011 à Paris (France).
- Médaille d'or lors du Grand Slam 2010 à Tokyo (Japon).
- Médaille d'argent lors du Grand Slam 2010 à Moscou (Russie).
- Médaille de bronze lors du Grand Slam 2010 à Rio de Janeiro (Brésil).
- Médaille d'or lors du Grand Slam 2010 à Tokyo (Japon).
- Médaille de bronze lors du Grand Prix 2010 à Abou Dabi (Émirats arabes unis).
- Médaille d'argent lors du Grand Prix 2010 à Rotterdam (Pays-Bas).
- Médaille d'or lors du Grand Prix 2010 à Tunis (Tunisie).

## Distinctions
- Chevalier de l'ordre national du Mérite (décret du 31 décembre 2012)[29]
- Médaille de la jeunesse, des sports et de l'engagement associatif, argent (2018)

## Clips
Audrey Tcheuméo est invitée à participer dans différents clips musicaux :
- 2015 : Champion de Teddy Tamgho et OGB[30]
- 2018 : Moula Gang de MHD[31]

- 2023 : La dernière de Bigflo et Oli[32]